# Сурганов, Фёдор Анисимович
Фёдор Ани́симович Сурга́нов (бел. Фёдар Анісімавіч Сурганаў, урожд. Сурган (бел. Сурган); 7 июня 1911, д. Судники, Мишковская волость, Витебский уезд, Витебская губерния, Российская империя — 26 декабря 1976, Брестская область, Белорусская ССР, СССР) — советский белорусский партийный и государственный деятель, председатель Президиума Верховного Совета Белорусской ССР — заместитель председателя Президиума Верховного Совета ССР (1971—1976).

## Биография
Родился в крестьянской семье. Член ВКП(б) с 1940 года.
С 1931 года работал агрономом Колхозцентра Народного комиссариата земледелия БССР:
- 1931—1932 гг. — агроном Льносектора Союза сельскохозяйственных коллективов Белорусской ССР,
- 1932—1934 гг. — агроном Льноуправления Народного комиссариата земледелия Белорусской ССР,
- 1939—1940 гг. — секретарь Горецкого районного комитета ЛКСМ Беларуси (Могилёвская область).

В 1937 году на него был сделан донос, после чего был арестован. Однако благодаря заступничеству товарищей репрессирован не был.
В 1939 году окончил Белорусский государственный сельскохозяйственный институт.
С 1939 года на руководящей комсомольской работе:
- 1940—1944 гг. — первый секретарь Могилёвского областного комитета ЛКСМ Беларуси,
- 1941—1942 гг. — секретарь Свердловского городского комитета ВЛКСМ,
- 1942—1945 гг. — секретарь ЦК ЛКСМ Беларуси по пропаганде и агитации.

В 1940 году женился.
Во время Великой Отечественной войны был одним из организаторов и руководителей партизанского движения и комсомольского подполья в Белоруссии.
В 1945—1947 гг. — в аппарате ЦК КП(б)Б. В 1947—1956 — второй секретарь, председатель Минского облисполкома, первый секретарь Минского областного комитета КП Беларуси.
- 1956—1959 и 1962—1965 гг. — секретарь,
- 1959—1962 и 1965—1971 гг. — второй секретарь ЦК КП Беларуси. Одновременно в 1955—1971 — заместитель председателя Президиума Верховного Совета БССР.

С 16 июля 1971 года — председатель Президиума Верховного Совета БССР, с 24 ноября 1971 года — заместитель председателя Президиума Верховного Совета СССР.
Член ЦК КПСС с 1961 года, кандидат с 1956 года. Депутат Верховного Совета СССР 4—9-го созывов. C 1956 года — член Бюро ЦК КП Беларуси.
Охрана была приставлена в 1950-е годы, когда был первым секретарём Минского областного комитета КП Беларуси. Охрана полагалась всем первым лицам. В ЦК обслуживали два водителя. На посту председателя Президиума Верховного Совета Белорусской ССР.
Реформы Н. С. Хрущёва переживал как собственную трагедию. Разделение ЦК партии на промышленность и сельское хозяйство Хрущёвым пришлось на период, когда Сурганов был вторым секретарём ЦК. Тогда его назначили председателем Бюро по сельскому хозяйству, вместо него хотели назначить московскую кандидатуру. К. Т. Мазуров с Сургановым смогли отстоять кандидатуру П. М. Машерова (был первым секретарём Брестского обкома КП Беларуси).
Заместители председателя Президиума Верховного Совета СССР по очереди на месяц переезжали в Москву. Его семье предоставлялась квартира (по улице Грановского), дача, машина, охрана. Сурганов впервые встречал на советской земле (в Крыму) американского президента Ричарда Никсона. Хатынь была в плане визита. По этикету был произведён обмен подарками — Сурганов преподнёс выбранное спецслужбами ружьё, Никсон — серебряную салатницу с золотой инкрустацией и портретом Джорджа Вашингтона. На салатнице была подпись «Сурганову Фёдору Анисимовичу в знак признательности от президента США Никсона».

### Авария
Декабрь 1976-го — в Беловежской пуще отдыхали Рауль Кастро с женой и детьми, на встречу с которыми прилетели Машеров и Тихон Киселёв. Леонид Беда к ним присоединился позже, ожидали Сурганова.
25 декабря Сурганов вручал знамя Высшей школе милиции в клубе имени Дзержинского, поэтому задержался. На встречу на своей «Чайке» отправился с новым, неопытным водителем Соколовским (предыдущего накануне пришлось уволить).
26 декабря — Беда уговорил Машерова (который, вслед за Кастро, собирался возвращаться в Минск на самолёте) ехать на машине (в первой — «Чайке», во второй поехали жены). Киселёву спасло жизнь то, что на заправке он пересел к женщинам. Машины ГАИ Брестской области сопровождали впереди и сзади.
После задержки на заправке, «Чайке» Сурганова пришлось догонять колонну. По правой стороне дороги в это время летел автобус, водитель которого команду ГАИ принять вправо и остановиться не выполнил. Другой автобус впереди выполнил команду и стоял на дороге (а не на обочине). В стоящий автобус врезается автобус, не выполнивший команду ГАИ, и его разворачивает на полдороги. К этому моменту колонна уже проехала, а «Чайка» её догоняла.
При столкновении, которое было очень сильным, единственным выжившим оказался водитель (Сурганов сразу погиб, Леонида Беду вынесло через боковое стекло).
Как признался водитель, когда он увидел перед собой стену, от страха потерял сознание и не стал тормозить.
Главный виновник аварии: Недельский, на заводе во Львове перегонял транспорт после покраски, накануне аварии был лишён прав. Повесив на одну из машин поддельный номерной знак, с попутчиками в выходные рванул в Беларусь за покупками перед Новым годом. Получил 15 лет, вышел по амнистии.
Евгений Сурганов (сын): «В эту, как оказалось, последнюю поездку, я провожал отца. Помню, как уговаривал его не ехать… На один день, в такую погоду… Дело в том, что я знал, что Соколовский — неопытный водитель, но сам настаивал, чтобы его взяли на это место. Он охотник, и я думал, сможет папе составить компанию.

Мне до сих не хватает отца, его мудрых советов, его поддержки, но я и сейчас никого не виню. Уверен, если бы у наших руководителей в то время была такая же служба охраны, как у первых лиц в Москве, ничего бы не случилось».
Как свидетельствуют: «В Минске на площади Ленина был траурный митинг. Пришли тысячи людей, чтобы проститься и отдать последнюю дань уважения Беде и Сурганову».

## Награды
- пять орденов Ленина (15.08.1944 — за образцовое выполнение задания правительства по развитию партизанского движения в Белоруссии и достигнутые успехи в борьбе с немецкими захватчиками, 1958, 1966, 1971, 1973)[4];
- два ордена Трудового Красного Знамени (1948, 1961)[4];
- медали СССР[5].

## Увлечения
С друзьями проводил свободное время. К ним иногда присоединялся Сергей Притыцкий. На стадионе (болел сначала за «Спартак», потом — за «Динамо») всегда ходил и Мазуров.
На даче в Дроздах любил играть в бильярд с сыном.

## Семья
- Жена — Вера Павловна
- Евгений Сурганов — сын
- Татьяна Сурганова — дочь
- Александр Сурганов — внук
- Владимир Сурганов — внук
- Фёдор Сурганов — внук
- Александр Сурганов — правнук
- Антон Сурганов — правнук
- Вероника Сурганова — правнучка

## Память
- Именем Фёдора Сурганова названы улицы в Минске, Могилёве и Горках Могилёвской области, агрогородка Ерёмино Гомельского района Гомельской области.
- На 10-м корпусе Белорусской государственной сельскохозяйственной академии установлена мемориальная доска.